# Symplocos pringlei
Symplocos pringlei är en tvåhjärtbladig växtart som beskrevs av Robinson. Symplocos pringlei ingår i släktet Symplocos och familjen Symplocaceae. Inga underarter finns listade i Catalogue of Life.